# Sainte-Cérotte

Sainte-Cérotte este o comună în departamentul Sarthe, Franța. În 2009 avea o populație de 327 de locuitori.